# Primærrute 30
De Primærrute 30 is een hoofdweg in Denemarken. De weg loopt van Korskro, bij Esbjerg, naar Horsens. De Primærrute 30 loopt over het schiereiland Jutland en is ongeveer 91 kilometer lang.